# Steve Mandanda
Pour les articles homonymes, voir Mandanda.
Steve Mandanda, de son nom complet Steve Mandanda Mpidi, né le 28 mars 1985 à Kinshasa (Zaïre), est un footballeur international français qui évolue au poste de gardien de but.
Aîné d'une fratrie de quatre garçons tous gardiens de buts, Steve Mandanda est formé au Havre. Recruté par l'Olympique de Marseille en 2007, il y devient vite titulaire puis le capitaine de 2010 à 2016 et de 2019 à 2022. Avec ce club, il remporte la Ligue 1 en 2010 ainsi que deux Trophées des champions et trois Coupes de la Ligue. Son passage phocéen, interrompu seulement par une saison en Angleterre, en fait le joueur le plus capé de l'histoire de l'OM (613 matchs). Il est également élu meilleur gardien de Ligue 1 à cinq reprises en 2008, 2011, 2015, 2016 et 2018. Déclassé dans la hiérarchie, il quitte l'OM pour rejoindre le Stade rennais FC en 2022.
International entre 2008 et 2022, Steve Mandanda est d'abord titulaire avant de perdre sa place au profit d'Hugo Lloris, futur capitaine de la sélection. Après avoir participé à l'Euro 2008 et la Coupe du monde 2010, il atteint avec l'équipe de France les quarts de finale de l'Euro 2012 puis la finale de l'Euro 2016, avant de remporter la Coupe du monde 2018 et finir finaliste de la Coupe du monde 2022 après un Euro 2020 décevant pour les français. Il compte 35 sélections et sept compétitions majeures disputées avec les Bleus.

## Biographie

### Jeunesse et formation
Né le 28 mars 1985 à Kinshasa, capitale de la république démocratique du Congo (anciennement Zaïre), Steve Mandanda Mpidi emménage avec sa famille à Évreux, dans l'Eure, en France, alors qu'il est âgé de deux ans. Son père Franck est électricien et sa mère Brigitte est aide-soignante. Il passe une année à Nevers avant de revenir en Haute-Normandie. Tout jeune, il pratique la boxe pendant deux ans avant d'obtenir sa première licence de football à l'ALM Évreux en catégorie poussin deuxième année. Régulièrement surclassé, il fait tout son apprentissage au sein du club ébroïcien. Il songe déjà à intégrer un centre de formation professionnel. Il est l'ainé d'une fratrie de quatre garçons, tous gardiens de buts : Parfait Mandanda (né en 1989), international congolais, Riffi Mandanda (né en 1992), et Over Mandanda (né en 1998).

### Carrière en club

#### Le Havre AC (2004-2007)
Steve Mandanda entre au centre de formation du Havre AC à l'âge de quinze ans. Il dispute la Coupe Gambardella dès sa première saison et devient rapidement le gardien de l'équipe réserve normande qui évolue en CFA 2.
Il intègre le groupe professionnel en 2004. Le 11 décembre 2004, Steve Mandanda prend part à son premier match avec l'équipe professionnelle à l'occasion d'une rencontre de Coupe de France contre l'US Quevilly (défaite 1-2).
Après la retraite du gardien numéro un du Havre Alexander Vencel, Mandanda devient la doublure d'Olivier Blondel, promu titulaire. Mais après plusieurs prestations moyennes de la part de Blondel, Mandanda s'empare du poste de titulaire de la formation havraise.
Il dispute son premier match de Ligue 2 le 26 août 2005 face au Valenciennes FC et s'impose par la suite comme l'un des meilleurs espoirs de Ligue 2 alors qu'il n'a pas encore vingt ans. Un mois plus tard, il dispute son premier match de Coupe de la Ligue face au Stade de Reims.

#### Olympique de Marseille (2007-2016)

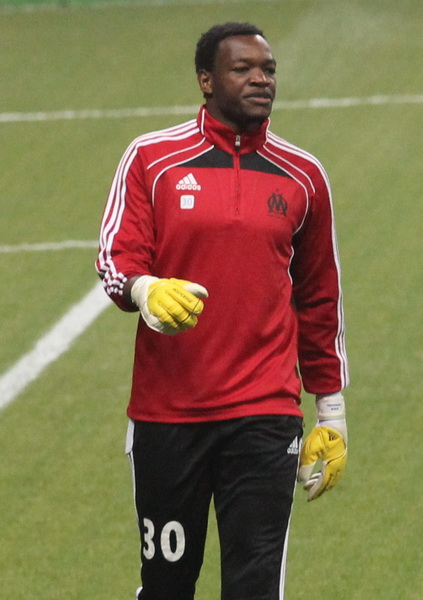
Mandanda en 2010 avec l'OM.

Après un essai infructueux dans le club anglais d'Aston Villa, il est prêté à l'Olympique de Marseille pour une saison avec option d'achat pour suppléer Cédric Carrasso. Ce dernier se blesse en août 2007 et Steve Mandanda dispute son premier match de Ligue 1 contre le SM Caen le 25 août. Après de bonnes prestations lors de la première partie de saison, il garde sa place de titulaire après le retour de Cédric Carrasso. Il réalise de bonnes performances en Ligue des champions, notamment face au Liverpool FC à Anfield le 3 octobre 2007 où il fait un match concluant permettant à l'Olympique de Marseille de remporter le match grâce à un but de Mathieu Valbuena (1-0). Début mars 2008, l'OM lève l'option d'achat de Mandanda avant que le portier marseillais remporte le même mois et pour la première fois de sa carrière le trophée du joueur du mois UNFP. Il est ainsi le quatrième gardien à remporter ce trophée après Fabien Barthez, Grégory Coupet et Jérémie Janot et le second olympien à recevoir cette distinction lors de la saison 2007-2008 après Mamadou Niang en décembre. Le 11 mai 2008, il reçoit le Trophée UNFP de meilleur gardien de Ligue 1 de la saison.
Après un bon début de saison, Mandanda est récompensé trophée du joueur du mois UNFP en août 2008. Lors de cette seconde saison, il conforte sa place de titulaire et le club termine la saison vice-champion de France et atteint les quarts de finale de Coupe UEFA où il est battu par le Chakhtar Donetsk.
Le 8 mai 2010, Steve Mandanda reçoit le premier carton rouge de sa carrière en Ligue 1 face au Lille OSC dès la 25e minute de jeu, fauchant l'international ivoirien Gervinho. Il remporte son premier titre de Champion de France au terme de la saison 2009-2010, prenant part à trente-six des trente-huit rencontres de cette saison. Le palmarès de Steve et de l'Olympique de Marseille s'enrichit également d'une Coupe de la Ligue remportée face aux Girondins de Bordeaux cette même saison ainsi que du Trophée des champions remporté le 28 juillet 2010 aux tirs au but face au Paris Saint-Germain.
Le 19 août 2010, Steve Mandanda devient capitaine de l'Olympique de Marseille après le départ de Mamadou Niang. Il joue pour la première fois de sa carrière les huitième de finale de la Ligue des champions face à Manchester United mais le club est éliminé à Old Trafford d'un but après un match nul à domicile. Après de bonnes performances dans les buts marseillais lors de la saison 2010-2011 durant laquelle il dispute l'intégralité des trente-huit rencontres de championnat, Mandanda, surnommé « Il fenomeno » par les supporters olympiens, reçoit le titre de meilleur gardien de Ligue 1 aux Trophées UNFP. Le club remporte une seconde Coupe de la Ligue consécutive et termine vice-champion de France derrière le Lille OSC avant de remporter le Trophée des champions 2011 contre ce même Lille OSC. À l'été 2011, il est approché par le club anglais de Manchester United qui cherche un gardien pour succéder à Edwin van der Sar.
Lors de la saison 2011-2012, le club connaît une seconde partie de championnat difficile. Mais malgré une 10e place en championnat, il atteint de nouveau les huitièmes de finale de la Ligue des champions. Face à l'Inter Milan, le club se qualifie grâce au but à l'extérieur mais Steve est expulsé lors du match retour à San Siro. Suspendu lors du match aller des quarts de finale face au Bayern Munich, il joue le retour à l'Allianz Arena mais le club est éliminé après deux défaites. Lors de cette saison, il remporte tout de même sa troisième Coupe de la ligue consécutive en battant l'Olympique lyonnais lors de la prolongation.
Le 4 octobre 2012, Mandanda est titulaire lors du match de Ligue Europa face à l'AEL Limassol et dispute son 57e match européen sous le maillot de l'OM, dépassant ainsi le record de Taye Taiwo (56). Le club termine la saison à la seconde place. Le 9 mai 2013, Steve Mandanda est nommé au Trophée UNFP du meilleur gardien de l'année aux côtés de Salvatore Sirigu, Stéphane Ruffier et Mickaël Landreau mais est devancé par le gardien italien du Paris Saint-Germain.
Lors de la saison 2013-2014, le club connaît une saison compliquée avec un changement d’entraîneur en cours de saison, une élimination en phase de poules de Ligue des champions après zéro point en six matchs et une sixième place finale en championnat. Le 17 mai 2014, durant la 38e journée de Ligue 1, Steve Mandanda est touché aux cervicales lors d'un choc avec le Guingampais Mustapha Yatabaré. Après avoir perdu connaissance pendant quelques minutes, il est immédiatement transféré à l'hôpital de la Timone pour y subir des radiographies. Le lendemain, le club annonce que le gardien marseillais est touché par une fissure aux cervicales et doit alors déclarer forfait pour la Coupe du monde à venir.
Lors de la saison 2014-2015, le club fait une première partie de saison de qualité et se retrouve champion d'automne à la trêve hivernale mais la deuxième partie de saison est plus compliquée et l'OM termine à la 4e place à deux points de la qualification en Ligue des champions. À titre individuel, il reçoit le Trophée UNFP de meilleur gardien pour la troisième fois de sa carrière.
Le 16 août 2015, il joue son 400e match en Ligue 1 lors d'une défaite à l’extérieur contre le Stade de Reims. Un mois plus tard, il joue au Stade Vélodrome, son 400e match officiel sous le maillot de l'Olympique de Marseille lors de la 8e journée de championnat contre le Angers SCO. Malgré une mauvaise saison du club et un maintien obtenu à seulement trois journées de la fin du championnat, il fait à titre personnel une saison de qualité et remporte le Trophée UNFP de meilleur gardien pour la quatrième fois de sa carrière et la seconde fois consécutive. Il joue également la finale de la Coupe de France pour la première fois de sa carrière. À l'issue de cette finale perdue quatre buts à deux face au Paris Saint-Germain, il annonce que c'est probablement son dernier match sous le maillot olympien. À la fin de cette saison, Steve Mandanda comptabilise 441 matchs officiels avec le maillot marseillais, ce qui en fait le second joueur le plus capé de l'histoire du club derrière Roger Scotti.

#### Crystal Palace (2016-2017)
Le 1er juillet 2016, Mandanda s'engage pour trois saisons avec Crystal Palace en Premier League. Il passe la visite médicale à Clairefontaine, le transfert s'effectuant durant l'Euro 2016 auquel il participe. Devant composer avec la concurrence de l'international gallois Wayne Hennessey et de l'expérimenté argentin Julián Speroni, Mandanda dispute son premier match en Angleterre lors du second tour de League Cup lors d'une victoire deux buts à zéro face à Blackpool, à la suite de la blessure du Gallois. Celle-ci lui permet également de vivre son premier match de Premier League, face à Bournemouth lors de la troisième journée où Palace glane son premier point en championnat. Malgré le retour de Hennessey durant la trêve internationale, Alan Pardew confirme Mandanda dans les buts pour un déplacement victorieux à Middlesbrough.
À partir de novembre, Hennessey devient titulaire au détriment de Mandanda. Il quitte Crystal Palace à la fin de sa première saison au club après avoir joué seulement dix matchs avec le club anglais, dont neuf de championnats au cours desquels il ne réalise aucun clean sheet ainsi qu'un match de Coupe de la Ligue.

#### Olympique de Marseille (2017-2022)
Le 11 juillet 2017, il retourne à l'Olympique de Marseille pour trois ans. Mandanda retrouve la cage olympienne en match officiel lors de la réception du KV Ostende comptant pour le troisième tour préliminaire de la Ligue Europa, rencontre au cours de laquelle il encaisse deux buts mais l'OM gagne (4-2). Mandanda effectue une prestation plus convaincante lors du match retour en gardant sa cage inviolée. Lors de la quatrième journée de championnat disputée contre l'AS Monaco, il connaît sa plus large défaite sous le maillot olympien sur le score de six buts à un.
Le 15 octobre 2017, Mandanda devient le recordman du nombre de matchs joués sous le maillot de l'OM en dépassant Roger Scotti (452 matchs de 1942 à 1958). La seconde partie de saison est plus compliquée pour le portier marseillais, puisqu'il se blesse une première fois lors du déplacement à l'AS Saint-Étienne comptant pour la 25e journée de championnat le 9 février 2018 et doit être remplacé avant la mi-temps par Yohann Pelé. Victime d'une déchirure aux ischio-jambiers, son absence est estimée à deux à trois semaines. Le 28 février suivant, il fait son retour lors du quart de finale de Coupe de France disputé au Parc des Princes face au Paris Saint-Germain (défaite 3-0) mais il contracte une nouvelle blessure face au Dijon FCO fin mars 2018. Souffrant d'une déchirure à la cuisse droite, son indisponibilité est estimée à une durée comprise entre quatre et six semaines, ce qui entraîne son forfait pour le quart de finale de Ligue Europa disputé face RB Leipzig. Il effectue son retour dans le groupe olympien à l'occasion de la demi-finale retour de Ligue Europa disputée face au Red Bull Salzbourg, mais insuffisamment remis, c'est Yohann Pelé qui est finalement titulaire.
Le 6 mai 2018, Mandanda effectue son retour lors de la réception de l'OGC Nice en championnat,. Lors de la 37e journée de championnat, Mandanda est expulsé lors du match nul concédé par son équipe à Guingamp (3-3), carton rouge ultérieurement retiré par la commission de discipline de la LFP. À l'issue de la saison, il est élu meilleur gardien de Ligue 1 pour la cinquième fois de sa carrière, un record dans cette catégorie. Le club termine à la quatrième place du championnat et s'incline en finale de Ligue Europa contre l'Atlético de Madrid sur le score de trois buts à zéro où il est impliqué sur l'ouverture du score espagnole, à la suite d'une relance dans l'axe du but perdu par André Zambo Anguissa,. Mandanda dispute alors sa première finale européenne.
La saison 2018-2019 de Mandanda est compliquée, sur le plan individuel et collectif ; elle se conclut sans qualification européenne et avec le départ de l'entraîneur Rudi Garcia.
Il est nommé capitaine de l'équipe en août 2019, avant le match amical contre le SSC Naples au Vélodrome.
En août 2020, il prolonge son contrat de trois saisons — jusqu'en juin 2024 — avec le club phocéen.
Lors de la saison 2021-2022, il fait face à la concurrence du gardien espagnol Pau Lopez, fraîchement transféré de l'AS Rome en prêt avec option d'achat et perd sa place de titulaire indiscutable au poste dans les cages du club phocéen. Selon l'entraîneur Jorge Sampaoli, il s'agit d'un turn-over entre les deux gardiens, cependant l'espagnol est titulaire en championnat et en Ligue Europa. Le 16 octobre 2021, Jorge Sampaoli explique que Steve Mandanda « a vécu un an et demi très stressant, des choses très compliquées à encaisser se sont passées ici, pour un joueur aussi emblématique que Steve. On a pensé qu’il devait arrêter un petit peu parce que ça commençait à toucher ses prestations. ». Il joue son 100ème match européen sous les couleurs de l'OM contre le Feyenord Rotterdam le 28 avril 2022 (défaite 3-2).
Il retrouve du temps de jeu en fin de saison et est notamment titulaire lors du dernier match de la saison contre Strasbourg (victoire 4-0), match où l’OM arrache la deuxième place en championnat les qualifiants automatiquement en ligue des champions. Le 6 juillet 2022, le club annonce que d'un commun accord Mandanda et le club se séparent à l'amiable.

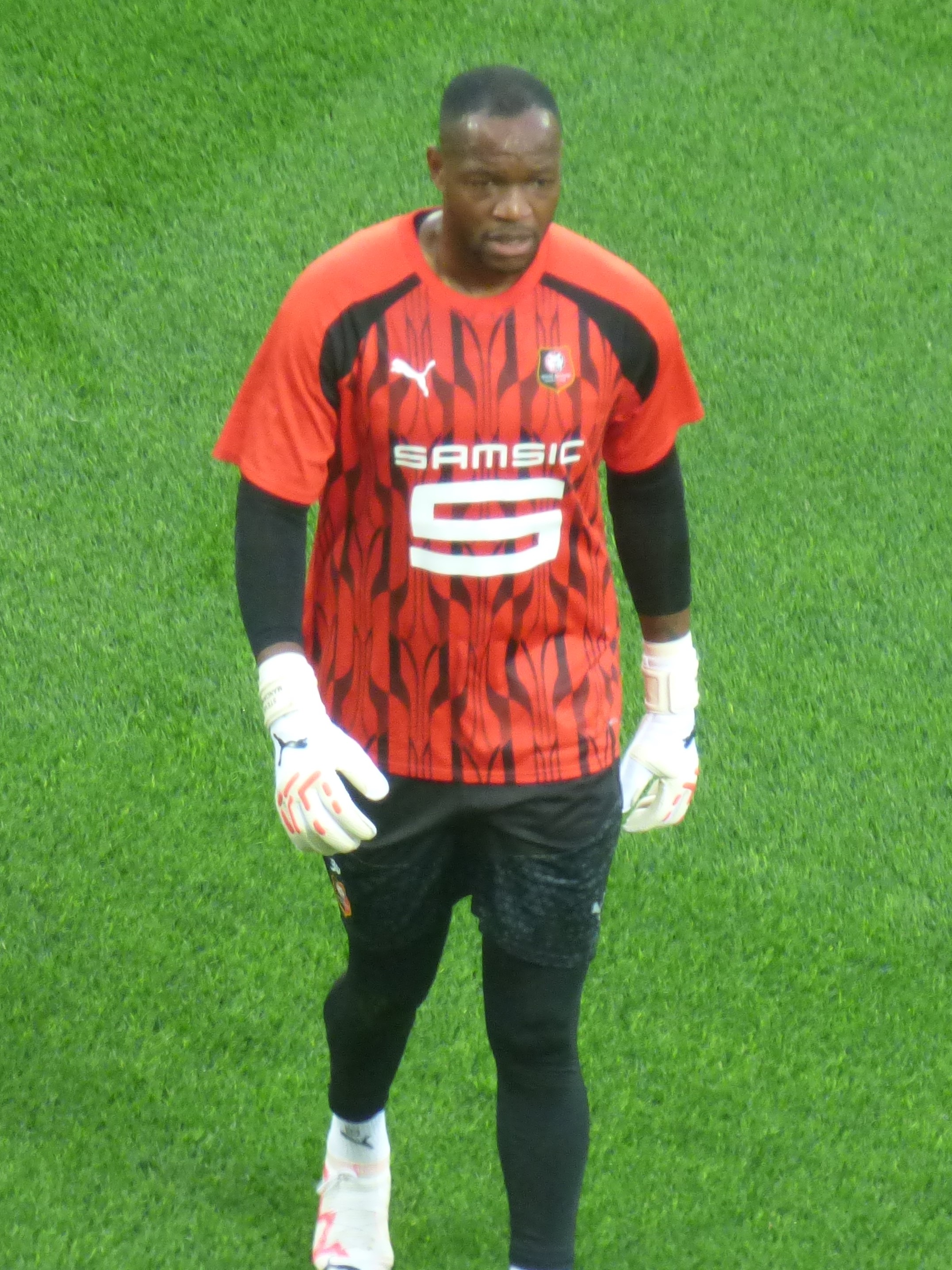
Steve Mandanda à l'échauffement avec le Stade rennais FC (2023).

#### Stade rennais FC (2022-2025)
Le 6 juillet 2022, laissé libre par l'Olympique de Marseille, il s'engage jusqu'en juin 2024 avec le club breton du Stade rennais FC,. Le 8 novembre 2022, le magazine So Foot le classe dans le top 1000 des meilleurs joueurs du championnat de France, à la 72e place.
Le 6 mai 2023, Steve Mandanda dispute son 500e match de Ligue 1 lors d'un match de championnat contre l'OGC Nice (défaite, 2-1). Au XXIe siècle, seulement Florent Balmont (513) et Vitorino Hilton (512) font mieux.
Le 19 novembre 2023, l'entraîneur Bruno Genesio est remplacé par Julien Stéphan. Celui-ci décide de confier le brassard de capitaine à Steve Mandanda en remplacement de Benjamin Bourigeaud, ce dernier ainsi que Nemanja Matić étant désignés « capitaines de terrain ». Le 8 janvier 2024, Steve Mandanda prolonge son contrat d'un an avec les Rouge et Noir, soit jusqu'en juin 2025,.
Le 30 novembre 2024, Steve Mandanda dispute son 550e match en Ligue 1 lors d'un match de championnat contre l'AS Saint-Étienne (victoire, 5-0). Le 3 janvier 2025, lors d'un match de championnat contre l'OGC Nice (défaite, 2-3), il dispute son 100e match avec le Stade rennais FC.
Le 17 mai 2025, il dispute son dernier match avec le Stade rennais FC en remplaçant Brice Samba à la 94e minute lors d'un match contre l'Olympique de Marseille au stade Vélodrome et est ovationné par les supporters,,. À la fin de la rencontre, Leonardo Balerdi cède son brassard de façon symbolique au gardien qui salue le public marseillais.

### Parcours international

#### Chez les espoirs et les A'
Né à Kinshasa, Steve Mandanda a obtenu la nationalité française par naturalisation le 21 mai 2003.
Steve Mandanda honore sa première sélection en équipe de France espoirs le 17 novembre 2004 face aux Pays-Bas en match amical. Il participe ensuite au Tournoi de Toulon durant lequel il est élu meilleur gardien. Lors de l'Euro espoirs 2006, il remplace Jérémy Gavanon blessé, et réalise de bonnes prestations. Au total, Mandanda cumule 16 sélections chez les espoirs.
Il est appelé pour la première fois en équipe de France par Raymond Domenech le 31 janvier 2008 et participe au match de la France A' contre son pays de naissance la République démocratique du Congo le 5 février suivant, l'équipe de son frère Parfait Mandanda qui prend part lui aussi à cette rencontre amicale qui se déroule à Marbella. Steve Mandanda sort à la 46e minute cédant sa place à Hugo Lloris. Il est appelé pour la seconde et dernière fois en France A' lors d'un match contre le Mali au Stade Charléty. Il est également remplacé à la mi-temps par Hugo Lloris.

#### En équipe de France
Le 27 mai 2008, il honore sa première sélection en équipe de France A face à l'Équateur en remplaçant Sébastien Frey à la mi-temps. Auréolé de sa bonne saison avec l'OM, le lendemain, Raymond Domenech le sélectionne pour participer à l'Euro 2008 au détriment de Mickaël Landreau. Numéro 3 dans la hiérarchie des gardiens, il ne participe cependant à aucun match de la compétition, la France se faisant éliminer dès le premier tour.
À la rentrée 2008, Raymond Domenech choisit Steve Mandanda comme gardien titulaire à la suite de la retraite internationale de Grégory Coupet et Sébastien Frey. Il devient donc numéro un dans la hiérarchie des gardiens devant Hugo Lloris et Cédric Carrasso. Son premier match en tant que titulaire a lieu contre la Suède (3-2) le 20 août 2008. Titulaire au début des qualifications pour la Coupe du monde 2010, il perd sa place au profit d'Hugo Lloris, son concurrent direct à partir de France-Turquie en juin 2009. En effet, il commet plusieurs erreurs (Argentine, Nigeria) et ses prestations sont à ce moment moins convaincantes avec l'OM. Alors que Lloris est expulsé contre la Serbie (1-1), Mandanda le remplace en cours de jeu puis intégralement contre les îles Féroé, Lloris étant suspendu.

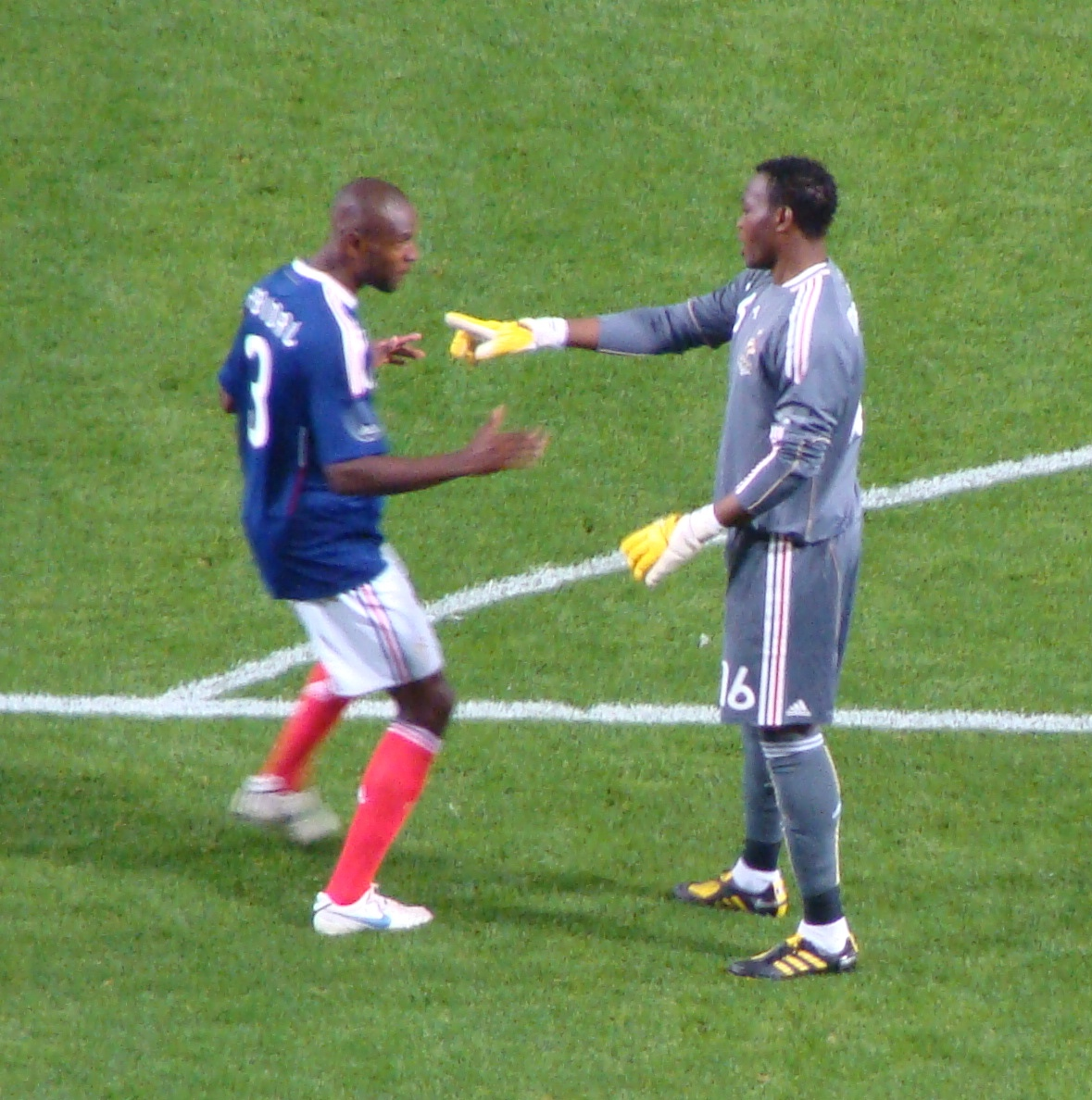
Avec Éric Abidal, en préparation du Mondial 2010.

En mai 2010, il est sélectionné par Raymond Domenech pour disputer la Coupe du monde 2010 en Afrique du Sud. Durant la préparation, il est titulaire contre le Costa Rica, au Stade Félix-Bollaert de Lens, il encaisse un but dès la 11e minute de jeu sur une frappe croisée de Carlos Hernández mais l'équipe de France s'impose finalement 2-1. Il ne participe cependant pas aux deux autres rencontres de préparation contre la Tunisie et la Chine ainsi qu'aux matches de phase finale du Mondial. Malgré de bonnes performances en club, Steve Mandanda conserve son statut de numéro 2, Hugo Lloris lui étant préféré.
Le 6 juin 2011, Laurent Blanc décide de faire tourner l'effectif en titularisant Mandanda et en lui donnant le brassard de capitaine lors du match amical face à l'Ukraine à Donetsk (victoire 1-4). Deux ans plus tard, le 5 juin 2013, Didier Deschamps fait tourner et titularise Mandanda lors du match amical face à l'Uruguay à Montevideo (défaite 1-0) durant la tournée sud-américaine,.
Initialement retenu dans la liste des vingt-trois joueurs appelés à disputer la Coupe du monde 2014 au Brésil, il doit déclarer forfait après avoir été victime d'une fissure à la première vertèbre cervicale durant la dernière journée du Championnat de France sur un contact avec Mustapha Yatabaré.
Il est titulaire contre le Portugal (victoire 2-1) puis contre l'Arménie (victoire 0-3) en octobre 2014 après le forfait d'Hugo Lloris, et s'illustre notamment contre les Portugais avec un superbe arrêt sur une tête de Cristiano Ronaldo. Il encaisse lors ce match un but sur penalty. En novembre 2014, Didier Deschamps décide de le titulariser contre la Suède (victoire 1-0) car le match doit se jouer au stade Vélodrome, où il évolue avec l'OM. Il n'a que trois interventions à faire mais les réalise impeccablement. Auteur de bonnes prestations avec l'Olympique de Marseille, et pour reposer le gardien titulaire de l'équipe de France Hugo Lloris, il est titulaire lors du premier match de l'année 2016 que la France gagne 3-2 face aux Pays-Bas.
Il fait partie de la liste des vingt-trois joueurs français sélectionnés par Didier Deschamps pour disputer l'Euro 2016 durant lequel la sélection s'incline en finale contre le Portugal un but à zéro après prolongation.
En mars 2017, alors que Mandanda n'est pas titulaire à Crystal Palace, son statut de doublure en sélection est remis en question et il se retrouve dépassé dans la hiérarchie par Benoît Costil et Alphonse Aréola.
Le 17 mai 2018, Mandanda fait partie des vingt-trois joueurs français sélectionnés pour disputer la Coupe du monde 2018. Il est titularisé lors du premier match de préparation disputé face à la république d'Irlande,. Pendant la compétition, il est titulaire lors du troisième match de poule face au Danemark (0-0). L'équipe de France est sacrée championne du monde à la suite de sa victoire face à la Croatie en finale (4-2).
Début septembre 2020, il est testé positif pour la deuxième fois au Covid-19 (après le 14 août) ; il déclare alors forfait en équipe de France pour affronter la Suède et la Croatie dans le cadre de la Ligue des nations.
Le 30 septembre 2021, Didier Deschamps annonce sa liste pour affronter la Belgique en demi-finale de la Ligue des nations et possiblement l'Italie ou l'Espagne en finale; Steve Mandanda n'y figure pas et perd sa place au profit du gardien des Girondins de Bordeaux, Benoît Costil, titulaire dans son club.
Le 23 septembre 2022, il est rappelé pour un match de Ligue des nations devant se disputer face au Danemark, à la suite des blessures d'Hugo Lloris en préparation (et remplacé par Alban Lafont), puis de Mike Maignan lors du match précédent face à l'Autriche. Alphonse Aréola qui a remplacé Mike Maignan face à l'Autriche est prévu comme titulaire devant Lafont et Mandanda.
Au total en quatorze ans de carrière en équipe de France, Mandanda est apparu à 118 reprises sur le banc, en plus de ses 32 sélections comme titulaire.
Le 10 novembre 2022, Steve Mandanda figure sur la liste des joueurs de l'équipe de France pour participer à la Coupe du monde au Qatar. Le 30 novembre, il garde les buts lors de la rencontre face à la Tunisie et devient à 37 ans et 247 jours, le plus âgé de l'histoire à évoluer en équipe de France. Le 14 janvier 2023, à 37 ans et 35 sélections en équipe de France, il annonce lors de la conférence de presse du match entre le Stade rennais FC et le Paris Saint-Germain qu'il met un terme à sa carrière internationale, quelques jours après celle de Hugo Lloris : « Ça permet aussi de boucler la boucle ensemble, avec Hugo. On a commencé ensemble, on termine ensemble. Je n'ai pas son nombre de sélection mais on a vécu beaucoup de choses ensemble »,.

## Caractéristiques
Steve Mandanda, à l'Olympique de Marseille, est considéré comme un des chefs de file de l'équipe, ce qui l'amène à être désigné capitaine, fonction qu'il conserve sous la coupe de plusieurs entraîneurs successifs. Au niveau technique, ses points forts sont le jeu au pied, « supérieur à la moyenne des gardiens » ainsi que l'anticipation.
Transféré au Stade rennais FC, au début de la saison 2022-2023, Steve Mandanda effectue un début de saison parfait. Il s'illustre par ailleurs en délivrant une sublime passe décisive à son coéquipier Flavien Tait, lors du match de Ligue 1 opposant son équipe à l'AJ Auxerre. Il sera, peu de temps après, sélectionné une nouvelle fois pour participer à la Coupe du monde 2022.

## Statistiques

### En clubs
| Saison                | Club                          | Championnat           | Championnat | Championnat | Coupe(s) nationale(s) | Coupe(s) nationale(s) | Supercoupe | Supercoupe | Compétition(s) continentale(s) | Compétition(s) continentale(s) | Compétition(s) continentale(s) | Total | Total |
| Saison                | Club                          | Division              | M.          | B.          | M.                    | B.                    | M.         | B.         | Comp.                          | M.                             | B.                             | M.    | B.    |
| 2004-2005             | Le Havre AC                   | Ligue 2               | -           | -           | 1                     | 0                     | -          | -          | -                              | -                              | -                              | 1     | 0     |
| 2005-2006             | Le Havre AC                   | Ligue 2               | 30          | 0           | 2                     | 0                     | -          | -          | -                              | -                              | -                              | 32    | 0     |
| 2006-2007             | Le Havre AC                   | Ligue 2               | 37          | 0           | 2                     | 0                     | -          | -          | -                              | -                              | -                              | 39    | 0     |
| Sous-total            | Sous-total                    | Sous-total            | 67          | 0           | 5                     | 0                     | -          | -          | -                              | -                              | -                              | 72    | 0     |
| 2007-2008             | Olympique de Marseille (prêt) | Ligue 1               | 34          | 0           | 4                     | 0                     | -          | -          | C1+C3                          | 6+4                            | 0                              | 48    | 0     |
| 2008-2009             | Olympique de Marseille        | Ligue 1               | 38          | 0           | 3                     | 0                     | -          | -          | C1+C3                          | 8+6                            | 0                              | 55    | 0     |
| 2009-2010             | Olympique de Marseille        | Ligue 1               | 36          | 0           | 4                     | 0                     | -          | -          | C1+C3                          | 6+4                            | 0                              | 50    | 0     |
| 2010-2011             | Olympique de Marseille        | Ligue 1               | 38          | 0           | 3                     | 0                     | 1          | 0          | C1                             | 8                              | 0                              | 50    | 0     |
| 2011-2012             | Olympique de Marseille        | Ligue 1               | 38          | 0           | 4                     | 0                     | 1          | 0          | C1                             | 9                              | 0                              | 52    | 0     |
| 2012-2013             | Olympique de Marseille        | Ligue 1               | 38          | 0           | 4                     | 0                     | -          | -          | C3                             | 9                              | 0                              | 51    | 0     |
| 2013-2014             | Olympique de Marseille        | Ligue 1               | 38          | 0           | 3                     | 0                     | -          | -          | C1                             | 6                              | 0                              | 47    | 0     |
| 2014-2015             | Olympique de Marseille        | Ligue 1               | 38          | 0           | -                     | -                     | -          | -          | -                              | -                              | -                              | 38    | 0     |
| 2015-2016             | Olympique de Marseille        | Ligue 1               | 36          | 0           | 6                     | 0                     | -          | -          | C3                             | 8                              | 0                              | 50    | 0     |
| Sous-total            | Sous-total                    | Sous-total            | 334         | 0           | 31                    | 0                     | 2          | 0          | -                              | 74                             | 0                              | 441   | 0     |
| 2016-2017             | Crystal Palace                | Premier League        | 9           | 0           | 1                     | 0                     | -          | -          | -                              | -                              | -                              | 10    | 0     |
| 2017-2018             | Olympique de Marseille        | Ligue 1               | 31          | 0           | 3                     | 0                     | -          | -          | C3                             | 11                             | 0                              | 45    | 0     |
| 2018-2019             | Olympique de Marseille        | Ligue 1               | 31          | 0           | 2                     | 0                     | -          | -          | C3                             | 1                              | 0                              | 34    | 0     |
| 2019-2020             | Olympique de Marseille        | Ligue 1               | 27          | 0           | 2                     | 0                     | -          | -          | -                              | -                              | -                              | 29    | 0     |
| 2020-2021             | Olympique de Marseille        | Ligue 1               | 37          | 0           | -                     | -                     | 1          | 0          | C1                             | 6                              | 0                              | 44    | 0     |
| 2021-2022             | Olympique de Marseille        | Ligue 1               | 9           | 0           | 2                     | 0                     | -          | -          | C3+C4                          | 1+8                            | 0+0                            | 20    | 0     |
| Sous-total            | Sous-total                    | Sous-total            | 135         | 0           | 9                     | 0                     | 1          | 0          | -                              | 27                             | 0                              | 172   | 0     |
| 2022-2023             | Stade rennais FC              | Ligue 1               | 34          | 0           | 1                     | 0                     | -          | -          | C3                             | 7                              | 0                              | 42    | 0     |
| 2023-2024             | Stade rennais FC              | Ligue 1               | 34          | 0           | 1                     | 0                     | -          | -          | C3                             | 7                              | 0                              | 42    | 0     |
| 2024-2025             | Stade rennais FC              | Ligue 1               | 18          | 0           | -                     | -                     | -          | -          | -                              | -                              | -                              | 18    | 0     |
| Sous-total            | Sous-total                    | Sous-total            | 86          | 0           | 2                     | 0                     | -          | -          | -                              | 14                             | 0                              | 102   | 0     |
| Total sur la carrière | Total sur la carrière         | Total sur la carrière | 631         | 0           | 48                    | 0                     | 3          | 0          | -                              | 115                            | 0                              | 797   | 0     |

### En sélections nationales
| Saison                | Sélection             | Phases finales        | Phases finales | Phases finales | Éliminatoires | Éliminatoires | Ligue des Nations | Ligue des Nations | Matchs amicaux | Matchs amicaux | Total | Total |
| Saison                | Sélection             | Compétition           | M              | B              | M             | B             | M                 | B                 | M              | B              | M     | B     |
| --------------------- | --------------------- | --------------------- | -------------- | -------------- | ------------- | ------------- | ----------------- | ----------------- | -------------- | -------------- | ----- | ----- |
| 2007-2008             | France                | Euro 2008             | 0              | 0              | -             | -             | -                 | -                 | 1              | 0              | 1     | 0     |
| 2008-2009             | France                | -                     | -              | -              | 5             | 0             | -                 | -                 | 4              | 0              | 9     | 0     |
| 2009-2010             | France                | Coupe du monde 2010   | 0              | 0              | 2             | 0             | -                 | -                 | 1              | 0              | 3     | 0     |
| 2010-2011             | France                | -                     | -              | -              | -             | -             | -                 | -                 | 1              | 0              | 1     | 0     |
| 2011-2012             | France                | Euro 2012             | 0              | 0              | -             | -             | -                 | -                 | 1              | 0              | 1     | 0     |
| 2012-2013             | France                | -                     | -              | -              | -             | -             | -                 | -                 | 1              | 0              | 1     | 0     |
| 2013-2014             | France                | -                     | -              | -              | -             | -             | -                 | -                 | -              | -              | 0     | 0     |
| 2014-2015             | France                | -                     | -              | -              | -             | -             | -                 | -                 | 4              | 0              | 4     | 0     |
| 2015-2016             | France                | Euro 2016             | 0              | 0              | -             | -             | -                 | -                 | 2              | 0              | 2     | 0     |
| 2016-2017             | France                | -                     | -              | -              | 1             | 0             | -                 | -                 | 1              | 0              | 2     | 0     |
| 2017-2018             | France                | Coupe du monde 2018   | 1              | 0              | -             | -             | -                 | -                 | 3              | 0              | 4     | 0     |
| 2018-2019             | France                | -                     | -              | -              | -             | -             | -                 | -                 | -              | -              | 0     | 0     |
| 2019-2020             | France                | -                     | -              | -              | 4             | 0             | -                 | -                 | -              | -              | 4     | 0     |
| 2020-2021             | France                | Euro 2020             | 0              | 0              | -             | -             | -                 | -                 | 2              | 0              | 2     | 0     |
| 2021-2022             | France                | -                     | -              | -              | -             | -             | -                 | -                 | -              | -              | 0     | 0     |
| 2022-2023             | France                | Coupe du monde 2022   | 1              | 0              | -             | -             | -                 | -                 | -              | -              | 1     | 0     |
| Total sur la carrière | Total sur la carrière | Total sur la carrière | 2              | 0              | 12            | 0             | -                 | -                 | 21             | 0              | 35    | 0     |

### Matchs internationaux
| Matchs internationaux de Steve Mandanda | Matchs internationaux de Steve Mandanda | Matchs internationaux de Steve Mandanda | Matchs internationaux de Steve Mandanda | Matchs internationaux de Steve Mandanda | Matchs internationaux de Steve Mandanda | Matchs internationaux de Steve Mandanda                               |
|                                         | Date                                    | Lieu                                    | Adversaire                              | Résultat                                | Compétition                             | Notes                                                                 |
| --------------------------------------- | --------------------------------------- | --------------------------------------- | --------------------------------------- | --------------------------------------- | --------------------------------------- | --------------------------------------------------------------------- |
| 1.                                      | 27 mai 2008                             | Stade des Alpes, Grenoble               | Équateur                                | 2 - 0                                   | Match amical                            | Entre en jeu à la place de Sébastien Frey à la 46e minute de jeu.     |
| 2.                                      | 20 août 2008                            | Ullevi, Göteborg                        | Suède                                   | 2 - 3                                   | Match amical                            | Titulaire.                                                            |
| 3.                                      | 6 septembre 2008                        | Stade Ernst Happel, Vienne              | Autriche                                | 3 - 1                                   | Éliminatoires Coupe du monde 2010       | Titulaire.                                                            |
| 4.                                      | 10 septembre 2008                       | Stade de France, Saint-Denis            | Serbie                                  | 2 - 1                                   | Éliminatoires Coupe du monde 2010       | Titulaire.                                                            |
| 5.                                      | 11 octobre 2008                         | Stadionul Farul, Constanța              | Roumanie                                | 2 - 2                                   | Éliminatoires Coupe du monde 2010       | Titulaire.                                                            |
| 6.                                      | 14 octobre 2008                         | Stade de France, Saint-Denis            | Tunisie                                 | 3 - 1                                   | Match amical                            | Titulaire.                                                            |
| 7.                                      | 11 février 2009                         | Stade Vélodrome, Marseille              | Argentine                               | 0 - 2                                   | Match amical                            | Titulaire.                                                            |
| 8.                                      | 28 mars 2009                            | Stade S.-Darius-et-S.-Girėnas, Kaunas   | Lituanie                                | 0 - 1                                   | Éliminatoires Coupe du monde 2010       | Titulaire.                                                            |
| 9.                                      | 1er avril 2009                          | Stade de France, Saint-Denis            | Lituanie                                | 1 - 0                                   | Éliminatoires Coupe du monde 2010       | Titulaire.                                                            |
| 10.                                     | 2 juin 2009                             | Stade Geoffroy-Guichard, Saint-Étienne  | Nigeria                                 | 0 - 1                                   | Match amical                            | Titulaire.                                                            |
| 11.                                     | 9 septembre 2009                        | Stade de l'Étoile rouge, Belgrade       | Serbie                                  | 1 - 1                                   | Éliminatoires Coupe du monde 2010       | Entre en jeu à la place d'André-Pierre Gignac à la 12e minute de jeu. |
| 12.                                     | 10 octobre 2009                         | Stade du Roudourou, Guingamp            | Îles Féroé                              | 5 - 0                                   | Éliminatoires Coupe du monde 2010       | Titulaire.                                                            |
| 13.                                     | 26 mai 2010                             | Stade Félix-Bollaert, Lens              | Costa Rica                              | 2 - 1                                   | Match amical                            | Titulaire.                                                            |
| 14.                                     | 6 juin 2011                             | Donbass Arena, Donetsk                  | Ukraine                                 | 1 - 4                                   | Match amical                            | Titulaire.                                                            |
| 15.                                     | 27 mai 2012                             | Stade du Hainaut, Valenciennes          | Islande                                 | 3 - 2                                   | Match amical                            | Titulaire.                                                            |
| 16.                                     | 5 juin 2013                             | Stade Centenario, Montevideo            | Uruguay                                 | 1 - 0                                   | Match amical                            | Titulaire.                                                            |
| 17.                                     | 11 octobre 2014                         | Stade de France, Saint-Denis            | Portugal                                | 2 - 1                                   | Match amical                            | Titulaire.                                                            |
| 18.                                     | 14 octobre 2014                         | Stade Hanrapetakan, Erevan              | Arménie                                 | 3 - 0                                   | Match amical                            | Titulaire.                                                            |
| 19.                                     | 18 novembre 2014                        | Stade Vélodrome, Marseille              | Suède                                   | 1 - 0                                   | Match amical                            | Titulaire.                                                            |
| 20.                                     | 26 mars 2015                            | Stade de France, Saint-Denis            | Brésil                                  | 1 - 3                                   | Match amical                            | Titulaire.                                                            |
| 21.                                     | 11 octobre 2015                         | Parken Stadium, Copenhague              | Danemark                                | 1 - 2                                   | Match amical                            | Titulaire.                                                            |
| 22.                                     | 25 mars 2016                            | Amsterdam ArenA, Amsterdam              | Pays-Bas                                | 2 - 3                                   | Match amical                            | Titulaire.                                                            |
| 23.                                     | 1er septembre 2016                      | Stade San Nicola, Bari                  | Italie                                  | 1 - 3                                   | Match amical                            | Titulaire.                                                            |
| 24.                                     | 6 septembre 2016                        | Borisov Arena, Borisov                  | Biélorussie                             | 0 - 0                                   | Éliminatoires Coupe du monde 2018       | Titulaire.                                                            |
| 25.                                     | 10 novembre 2017                        | Stade de France, Saint-Denis            | Pays de Galles                          | 2 - 0                                   | Match amical                            | Titulaire.                                                            |
| 26.                                     | 14 novembre 2017                        | RheinEnergieStadion, Cologne            | Allemagne                               | 2 - 2                                   | Match amical                            | Titulaire.                                                            |
| 27.                                     | 28 mai 2018                             | Stade de France, Saint-Denis            | République d'Irlande                    | 2 - 0                                   | Match amical                            | Titulaire.                                                            |
| 28.                                     | 26 juin 2018                            | Stade Loujniki, Moscou                  | Danemark                                | 0 - 0                                   | Coupe du monde 2018                     | Titulaire.                                                            |
| 29.                                     | 11 octobre 2019                         | Laugardalsvöllur, Reykjavik             | Islande                                 | 0 - 1                                   | Éliminatoires Euro 2020                 | Titulaire.                                                            |
| 30.                                     | 14 octobre 2019                         | Stade de France, Saint-Denis            | Turquie                                 | 1 - 1                                   | Éliminatoires Euro 2020                 | Titulaire.                                                            |
| 31.                                     | 14 novembre 2019                        | Stade de France, Saint-Denis            | Moldavie                                | 2 - 1                                   | Éliminatoires Euro 2020                 | Titulaire.                                                            |
| 32.                                     | 17 novembre 2019                        | Arena Kombëtare, Tirana                 | Albanie                                 | 0 - 2                                   | Éliminatoires Euro 2020                 | Titulaire.                                                            |
| 33.                                     | 7 octobre 2020                          | Stade de France, Saint-Denis            | Ukraine                                 | 7 - 1                                   | Match amical                            | Titulaire et remplacé par Mike Maignan à la 46e minute de jeu.        |
| 34.                                     | 11 novembre 2020                        | Stade de France, Saint-Denis            | Finlande                                | 0 - 2                                   | Match amical                            | Titulaire.                                                            |
| 35.                                     | 30 novembre 2022                        | Stade Education City, Al Rayyan         | Tunisie                                 | 1 - 0                                   | Coupe du monde 2022                     | Titulaire.                                                            |

## Palmarès

### Palmarès Collectif
Formé au Havre AC, c'est avec l'Olympique de Marseille que Steve Mandanda se forge un palmarès. Vice-champion de France en 2009, c'est la saison suivante qu'il soulève ses premiers trophées, tout d'abord en remportant la Coupe de la Ligue 2010 contre les Girondins de Bordeaux avant d'être sacré Champion de France puis de remporter le Trophée des Champions 2010. La saison suivante, il remporte de nouveau la Coupe de la Ligue et un nouveau Trophée des Champions mais termine vice-champion de France avant de soulever une troisième Coupe de la Ligue en trois ans en 2012.
Steve Mandanda soulève six titres en trois ans mais se sera les seuls en quatorze ans sous les couleurs fosséennes, atteignant tout de même la finale de Coupe de France en 2016 et s'inclinant en Trophée des Champions en 2020 mais surtout la finale de Ligue Europa en 2018.
Avec l'équipe de France, Steve Mandanda compte 35 sélections et à joué les Euro 2008, 2012, 2016 où la France est finaliste, et 2020 ainsi que les Coupe du monde en 2014, en 2018 où il est sacré champion du monde et en 2022 dont il est finaliste. Il remporte également le Tournoi de Toulon en 2005 avec l'équipe de France espoirs.
| Olympique de Marseille (6) | Équipe de France espoirs (1)                   | France (1) |
| --- | ---------------------------------------------- | --- |
| - Championnat de France (1) : - Champion en 2010. - Vice-champion en 2009, 2011, 2013, 2020 et 2022 - Coupe de France : - Finaliste en 2016. - Coupe de la Ligue (3) : - Vainqueur en 2010, 2011 et 2012. - Trophée des champions (2) : - Vainqueur en 2010 et 2011. - Finaliste en 2020. - Ligue Europa : - Finaliste en 2018. | - Tournoi de Toulon (1) : - Vainqueur en 2005. | - Coupe du monde (1) : - Vainqueur en 2018. - Finaliste en 2022. - Championnat d'Europe : - Finaliste en 2016. |

### Distinctions individuelles et records
- Élu meilleur gardien du Tournoi de Toulon en 2005.
- Élu révélation de l'année en 2007 par France Football[76].
- Élu joueur du mois UNFP de Ligue 1 en février 2008, août 2008 et septembre 2017.
- Élu meilleur gardien de l'année de Ligue 1 en 2008, 2011, 2015, 2016 et 2018.
- Nommé dans l'équipe-type de Ligue 1 en 2008, 2011, 2015, 2016 et 2018.
- Joueur le plus capé de l'histoire de l'Olympique de Marseille.
- Joueur le plus capé de l'histoire en coupe d'Europe avec un club français.
- Co-recordman français (avec Lilian Thuram[77] et Olivier Giroud) du nombre de participations à l'Euro avec quatre phases finales (2008, 2012, 2016 et 2020).
- Élu Roazhon D'Or de la saison 2022/2023[78] par les supporters du Stade Rennais F.C avec une note moyenne de 5,95.

## Décoration
- Chevalier de la Légion d'honneur. Par décret du président de la République en date du 31 décembre 2018, tous les membres de l'équipe de France championne du monde 2018 sont promus au grade de Chevalier de la Légion d'honneur[2].

## Vie privée
Les trois frères de Steve Mandanda sont également gardiens de but professionnels :
- Parfait, né en 1989, gardien de l'équipe reserve du Stade Malherbe de Caen et de la république démocratique du Congo.
- Riffi, né en 1992, gardien de but de l'US Créteil-Lusitanos et de la république démocratique du Congo.
- Over, né en 1998, gardien de but au Girondins de Bordeaux.